# Philibert Bretin
Pour les articles homonymes, voir Bretin.
Œuvres principales
Poésies amoureuses
Philibert Bretin, né à Auxonne vers 1550 et mort en à Dijon le 29 juin 1595, est un poète bourguignon, médecin, philosophe, mathématicien et traducteur.

## Biographie
Il est reçu docteur en médecine à l'université de Dole le 19 mars 1574 avant de se fixer à Dijon. Il participe à des ouvrages traitant de différents domaines comme la médecine, la philosophie, la poésie. Il meurt à l'âge de 45 ans à Dijon en 1595.

## Œuvres

### Médecine
Philibert Bretin traduisit du grec les Aphorismes d'Hippocrate. Il écrivit le Traité des médecins illustres qui ne fut jamais imprimé et corrigea le Guidon de Chirurgie rédigé par Guy de Chauliac un grand chirurgien du Moyen Âge. 
Il a écrit d'autres ouvrages dont on ne connait pas le nom.

### Traductions
Après la traduction des Aphorismes d'Hippocrate, il traduisit en l'espace de six ans les œuvres de Lucien de Samosate, écrites elles aussi en grec. Il aurait également fait une traduction de L'histoire de Bourgogne de Pontus Heuterus. 
Il rédigea également une Grammaire latine ainsi que d'autres livres en latin. Toutes ses traductions sont en Ancien français.

### Poésie
Philibert Bretin écrivit deux recueils de poèmes appelés Poésies amoureuses et Mélanges poétiques qu'il écrivit pour sa maîtresse Marguerite Chapelain. Dans ces recueils il parle exclusivement d'amour et passions qu'il aborde à la manière d'un médecin de son époque. 
Il utilise volontairement des mots venant du bourguignon car il désire « exalter sa langue maternelle ». 
Il écrivit aussi trois satyres à l'intention de personnes s'étant moqués de lui.